# Llandogo
Llandogo (gallois : Llaneuddogwy) est un petit village du Monmouthshire, au sud du Pays de Galles, entre Monmouth et Chepstow, dans le cours inférieur de la Wye Valley AONB, à trois kilomètres au nord de Tintern. Il est situé sur une colline escarpée surplombant la rivière Wye et en face de la forêt de Dean dans le Gloucestershire, en Angleterre. 

## Histoire

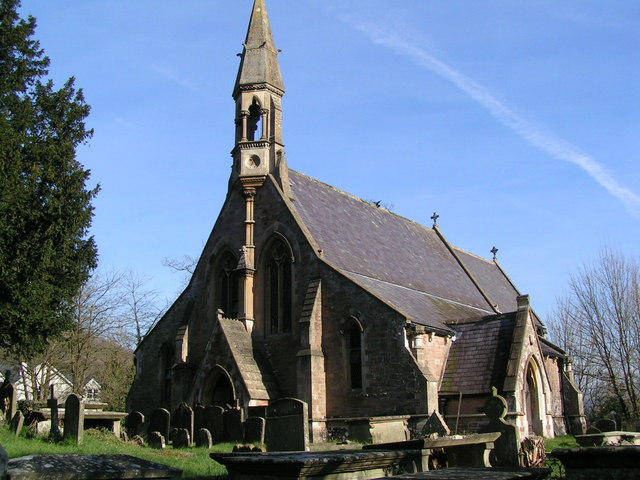
Eglise de St Oudoceus

Le village tire son nom de St Euddogwy (Oudoceus), le troisième évêque de Llandaff, qui a probablement vécu dans la région au 6e ou 7e siècle. L'église était autrefois dédiée à St Einion Frenin, qui a fondé le monastère de Saint Cadfan sur l'île de Bardsey au large de Llŷn. L'église actuelle se trouve sur le site d'une fondation du 7e ou 8e siècle, mais a été entièrement reconstruite en 1859-1861 par JP Seddon,. Elle a été décrite comme l'une des « petites églises les plus animées » de Seddon, avec « des interactions polychromes à l'intérieur et à l'extérieur » entre la pierre mauve et l'ocre et « un beffroi extraordinairement élaboré». 
Llandogo était un port, réputé à une époque pour la construction de la truelle, un bateau fluvial à fond plat qui, jusqu'au 19e siècle, était utilisé pour le commerce tout le long de la rivière Wye, aussi sur la rive de la rivière Severn et à travers l'estuaire de la Severn et le Canal Bristol à Bristol. Le bateau a donné son nom au pub historique Llandoger Trow près du port de Bristol. La cloche du William et Sarah, l'une des dernières barges de Chepstow à faire du commerce sur la rivière, se trouve dans le clocher de l'église de Llandogo. 
Le Prieuré est une villa construite en 1838 pour John Gough par les architectes Wyatt &amp; Brandon. Il est associé à Robert Baden-Powell, fondateur du mouvement scout, qui y a passé plusieurs étés quand il était enfant. Il raconte dans la sixième histoire de Scouting For Boys une expédition en bateau pliant sur la Tamise, le long de la rivière Avon et à travers l'estuaire de la Severn, terminant à Llandogo. La maison appartenait au comte Henry Philip Ducarel de la Pasture dont la femme et la fille étaient toutes deux des romancières bien connues, comme Mme Henry de la Pasture et EM Delafield respectivement.

## Centres d'intérêt

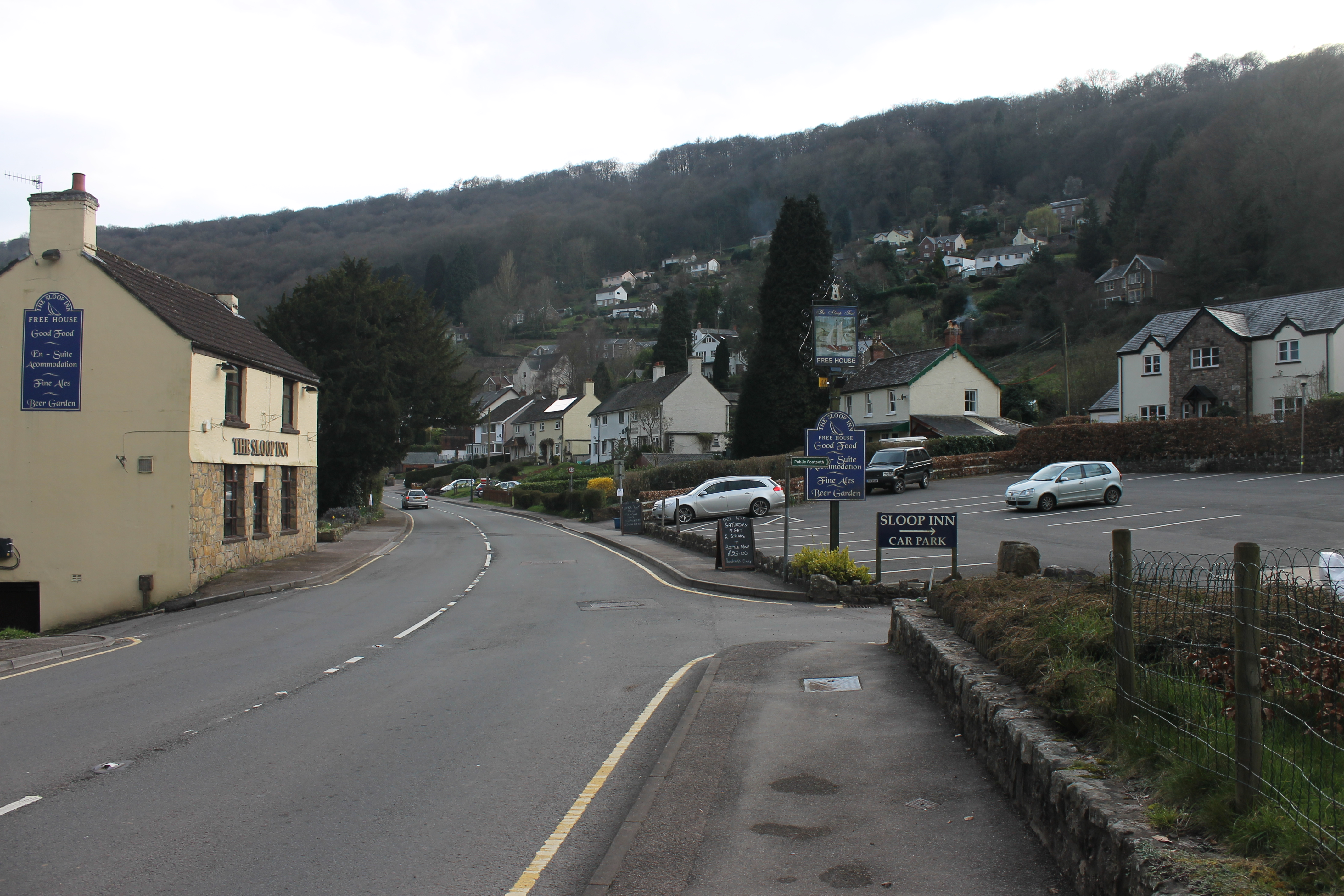
Llandogo avec le Sloop Inn sur la gauche.

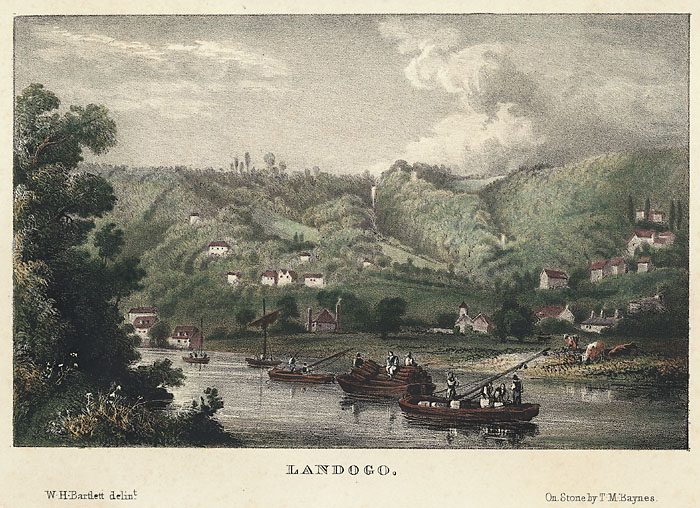
Lithographie en couleur de William Henry Bartlett, v. 1845

Il y a de nombreuses promenades locales le long de la rive du fleuve et à travers le village jusqu'à Cleddon Shoots, un site local d'intérêt scientifique spécial et vers le village de Trellech. La promenade de la vallée de la Wye longe le sommet du village et la promenade de la digue d'Offa est juste de l'autre côté de la rivière. Le village est désigné comme zone de conservation. 
La salle des fêtes, la Millennium Hall, a été ouverte en 2003 par la princesse royale. Les événements sont organisés par la communauté locale. 
Brown's Stores est le seul magasin de marchandises générales du village depuis 1921 et est toujours géré par la même famille qui vit dans le village depuis des générations. 
Le Sloop Inn est la seule maison publique du village et tire son nom des sloops qui ont fait le commerce le long de la rivière Wye et de l'autre côté du canal de Bristol, étant plus grands que les trows à fond plat plus petits et plus légers. 

### Cleddon Shoots
Cleddon Shoots est une zone de forêt acide sur le versant est de la vallée au-dessus de Llandogo. Les principaux arbres présents sont le chêne sessile, le hêtre, le frêne et l'aulne. 

### Cleddon Falls
Cleddon Falls ( SO520039  ) est une cascade qui s'élève au-dessus du sud-ouest du village et descend vers l'est dans la vallée de la Wye. 

## Les chemins de fer
La gare de St Briavels était une gare le long de la Wye Valley Railway. Elle a été construite en 1876 lors de la construction de la ligne ferroviaire sur la rive de Monmouthshire de la rivière Wye à Bigsweir, et était destiné à desservir les villages voisins de St Briavels, de l'autre côté de la rivière dans la forêt de Dean, et Llandogo, qui est plus bas dans la vallée de la Wye. La ligne a été fermée le 5 janvier 1959 aux services passagers. La gare de St Briavels a été renommée trois fois au cours de son existence: d'abord la gare de Bigsweir, puis la gare de St Briavels et Llandogo, et enfin la gare de St Briavels. Finalement, un nouvel arrêt a été créé. La gare de Llandogo Halt a été une demande d’arrêt sur l'ancien Wye Valley Railway. Il a été ouvert le 7 mars 1927 pour desservir le village de Llandogo. Il a été fermé en 1959 à la suite du retrait de service passagers sur la ligne. Il s'agissait de la plus petite construction du Wye Valley Railway.